# Đuro II., kralj Velike Britanije i Irske
Đuro II., eng. George Augustus (Hannover, 10. studenog 1683. – London, 25. listopada 1760.), kralj Velike Britanije i Irske, vojvoda od Braunschweig-Lüneburga i knez izbornik Svetog Rimskog Carstva od 11. lipnja 1727. do svoje smrti.
Bio je drugi britanski monarh iz dinastije Hannover i istovremeno posljednji britanski monarh rođen izvan Velike Britanije, te posljednji koji je osobno predvodio vojsku. Bio je poznat po brojnim sukobima sa svojim ocem i kasnije sa svojim sinom. Izražavao je malo političke moći tijekom svoje vladavine, pošto je vladu vodio prvi de facto premijer Velike Britanije, Robert Walpole.

## Mladost
Rođen je u Hannoveru, kao sin Georgea Ludovika, nasljednog princa od Braunschweig-Lüneburga, i njegove supruge, Sofije Doroteje Celjske. Oboje njegovih roditelja su imali ljubavnike, pa je njihov brak završio razvodom 1694. godine.
Godine 1705. oženio je markgroficu Karolinu od Brandenburg-Ansbacha, nakon što bračni pregovori sa švedskom kraljevnom Hedvigom Sofijom nisu uspjeli.
Đuro je imao jako slab odnos s ocem. Obiteljski odnosi su se pogoršali nakon što je Đurova supruga, tada kraljevna od Walesa, rodila njihovo peto dijete. Đurov otac, kralj, želio je da kum njegovom unuku bude njegov mlađi brat, dok je Đuro želio da to bude njegov prijatelj. Nakon što se javno sukobio s ocem, Đuro je bio uhićen, a zatim izbačen iz očeve palače i isključen iz javnih ceremonija.
Kraljević je zato ohrabrivao svu opoziciju svoga oca. Njegova londonska rezidencija postala je okupljalište oponenata Đure I., uključujući i Roberta Walpola. Walpole je 1720. godine ohrabrivao oca i sina da se pomire, nakon čega je vraćen u svoj ured iz kojeg je bio isključen 1717. godine. Već sljedeće godine, nakon velike ekonomske katastrofe, Walpole se uzdigao na čelo vlade.
Walpole i njegova stranka, vigovci, bili su dominantni u politici, jer se Đuro I. bojao da torijevci neće podržati Akt o nasljeđivanju iz 1701. godine, koji ga je, kao seniornog protestantskog nasljednika kraljice Ane, doveo na britanski tron. Moć vigovaca sprječavala je torijevce da dođu do moći još narednih pedeset godina. Walpole je kontrolirao britansku vladu, ali je prešavši na stranu Đura I., izgubio povjerenje njegovog sina.

## Vladavina
Đuro je, kao Đuro II., naslijedio britansku krunu nakon očeve smrti 11. lipnja 1727. godine i već tada su počeli njegovi sukobi s njegovim najstarijim sinom i prijestolonasljednikom. George II je možda planirao protjerati sina u neku od britanskih kolonija, ali to nije učinio. George i njegova supruga okrunjeni su kao kralj i kraljica 11. listopada 1727. godine u Westminsterskoj opatiji.
Vjerovalo se da će novi kralj otpustiti Walpolea, koji ga je naljutio prešavši na stranu njegovog oca, i da će ga zamijeniti Spencerom Comptonom. Đuro je čak tražio od Comptona, a ne od Walpolea, da napiše njegov prvi kraljevski govor. Compton je, međutim, tražio pomoć od Walpolea, zbog čega je kraljica Karolina, koja je podržavala Walpolea, zaključila da je on nesposoban i utjecala na muževu odluku da zadrži Walpolea na mjestu premijera. Walpole je ubrzo počeo popravljati svoj odnos s kraljem i tako osiguravati svoju poziciju. Također je uvjeravao torievce da priznaju Akt o nasljeđivanju iz 1701. S druge strane, Đuro II. je stvarao plemiće naklonjene vigovcima kako bi pomogao Walpoleu da zadrži većinu u Domu lordova.
Za vrijeme života kraljeve supruge Walpoleova pozicija je bila osigurana. Kontrolirao je i unutarnju i vanjsku politiku. Dok je Đuro želio ratovati u Europi, Walpole ga je posavjetovao da potpiše mirovne sporazume, poput onoga sa Španjolskom iz 1729. godine.

### Obiteljski problemi
Đurin i Karolinin odnos s njihovim najstarijim sinom se iznimno pogoršao sredinom 1730-ih. Nakon što se kraljević oženio izbila je otvorena svađa između oca i sina. Đuro je Fridrika i njegovu obitelj izbacio s dvora 1737. godine.
Nedugo nakon protjerivanja sina s dvora, Đuro je izgubio i svoju dominantnu suprugu, koja je umrla 20. studenog 1737. god. Legenda kaže da ga je Karolina na samrti zamolila da se ponovno oženi nakon njene smrti, na što joj je on na francuskom odgovorio "Non, j'aurai des maîtresses!" ("Neću se ženiti, ali ću imati ljubavnice!").
Đuro je već imao jednog izvanbračnog sina, Johanna Ludwiga von Wallmoden-Gimborna, kojeg je rodila njegova ljubavnica, Amalie von Wallmoden. Najpoznatija njegova ljubavnica bila je Henrietta Howard, grofica od Suffolka, koja je bila jedna od Karolininih dvorskih dama.

### Ratovi
Protivno Walpoleovom savjetu, Đuro je opet bio u ratu, i to opet sa Španjolskom, 1739. godine. Cijela Europa je bila umiješana u rat nakon smrti Karla VI., cara Svetog Rimskog Carstva, 1740. godine. Razlog za rat bilo je pitanje da li Karlova kćer, Marija Terezija Austrijska, ima pravo na nasljeđivanje njegovih posjeda. Đurov sukob sa Španjolskom ubrzo se stopio s Ratom za austrijsko nasljeđe.
Robert Walpole nije mogao učiniti ništa da spriječi veliki rat u Europi. Susreo se i s opozicijom nekoliko političara koje je predvodio John, barun Carteret, kasnije 2. grof od Granvillea. Walpole je bio optužen za varanje na izborima, te je 1742. godine, nakon više od dvadeset godina na funkciji premijera, otišao u mirovinu. Zamijenjen je Spencerom Comptonom, 1. grofom od Wilmingtona, kojem je put do premijerove fotelje ostao otvoren nakon smrti kraljice Karoline. Compton je, međutim, bio samo marioneta - pravu političku moć držao je John Carteret. Nakon Comptonove smrti 1743. godine, premijer je postao Henry Pelham.
Frakciju koja je podržavala rat predvodio je Carteret, koji je tvrdio da će, ako Marija Terezija ne naslijedi očeve posjede, moć Francuza u Europi opasno povećati. Đuro II. je poslao vojne trupe da pomognu Mariji Tereziji i njenim trupama, te da spriječe prodiranje neprijateljske vojske u Hannover. Bilo je prošlo već dvadeset godina otkako se britanska vojska borila u ratu u Europi, a u međuvremenu vlada ju je ignorirala i nije održavala. Bez obzira na to, Đuro II. je velikodušno slao podršku Mariji Tereziji, te je čak i sam predvodio vojsku u bici kod Dettingena 1743. godine. Njegovu vojsku kontrolirao je njegov sin, vojvoda od Cumberlanda, inače veoma zainteresiran za vojna pitanja. Rat nije podržavao britanski narod, koji je smatrao da kralj i Carteret zapostavljaju interese Britanaca u korist interesa Hannovera.
Godine 1748. završen je Rat za austrijsko nasljeđe. Marija Terezija je naslijedila sva očeva kraljevstva, nadvojvodstva i vojvodstva, te de facto zavladala muževim carstvom i vojvodstvom. Usprkos podršci Britanaca, Marija Terezija im nije vjerovala jer su bili protestanti, te ih je isključila iz saveza.

### Jakobističke pobune
U međuvremenu, dok se vodio Rat za austrijsko naslijeđe, Đurini protivnici u Francuskoj ohrabrivali su pobune jakobita. Jakobiti su bili plemići koji su podržavali rimokatoličkog kralja Jakova II., koji je bio zbačen 1689. godine i zamijenjen ne njegovim rimokatoličkim sinom Jamesom Francisom Edvardom, već najstarijom protestantskom kćeri Marijom II. i protestantskim sestrićem Vilimom III. kao suvladarima.
James Francis Edward, poznat kao "Stari pretendent", pokušao je preuzeti tron pomoću dvije pobune; onom iz 1715. godine, nakon koje je pobjegao u Francusku, i onom iz 1719., koja ga je ostavila u bankrotu. Njegov sin, Charles Edward Stuart, vodio je mnogo jaču pobunu u ime svoga oca 1745. godine. U srpnju te godine Charles Edward je pristao u Škotsku, gdje je dočekan s velikom podrškom. Škotski pobunjenici su uspjeli poraziti Đurinu vojsku u rujnu. Zatim je pokušao ući u London, gdje ga čak ni rimokatolici nisu dočekali s oduševljenjem. Luj XV., kralj Francuske, također je obećao poslati dvanaest tisuća vojnika kako bi pomogao pobuni, ali nije ispunio obećanje. Britanska vojska pod vodstvom Đurina sina, vojvode od Cumberlanda, potisnula je jakobite nazad u Škotsku. Dana 16. travnja 1746. godine Charles Edward i vojvoda od Cumberlanda vodili su posljednju bitku vođenu na britanskom otoku. Jakobiti su izgubili, a Charles Edward je pobjegao u Francusku, ali mnogi Škoti koji su sudjelovali u pobuni bili su uhvaćeni i pogubljeni. Nakon ove bitke više nije bilo ozbiljnih pokušaja restauriranja dinastije Stuart.

### Kasniji život i smrt
Do kraja svog života Đuro II. više nije aktivno sudjelovao ni u politici ni u ratovima. Posljednjih godina njegovog života polažu se temelji za buduću Industrijsku revoluciju. Britanska dominacija u Indiji porasla je pobjedama u bitkama kod Arcota i Plasseya.
Kraljević od Walesa umro je iznenada 1751. godine. Njegov sin Đuro odmah je naslijedio titulu vojvode od Edinburgha, a ubrzo je proglašen kraljevićem kao nasljednik svoga djeda. Đuro II. ni nakon smrti sina nije uspio provoditi vrijeme se unucima, jer mu Fridrikova udovica Augusta nije vjerovala i trudila se držati ih odvojeno.
Godine 1752. Velika Britanija je reformirala kalendar, te je s julijanskog prešla na gregorijanski. Promjena je uključivala preskakanje jedanaest datuma; 2. rujna je pratio 14. rujna. Dan 1. siječnja je postao dan Nove godine, umjesto 25. ožujka, na koji je još dugo vremena neformalno proslavljena Nova godina.
Đurin premijer, Henry Pelham, umro je 1754. godine i njegovu funkciju naslijedio je njegov brat, Thomas Pelham-Holles, vojvoda od Newcastle-upon-Tynea, a njega je naslijedio William Cavendish, vojvoda od Devonshirea. Još jedan zapaženi ministar bio je William Pitt stariji, koji je bio državni tajnik tijekom Cavendishovog mandata. Njega Đuro II. nije volio jer se protivio Ratu za austrijsko nasljeđe, a svoje nezadovoljstvo njime iskazivao je i početkom 1757. godine. U travnju te godine Đuro je otpustio Pitta, ali ga je kasnije ponovno pozvao. U istom periodu Thomas Pelham-Holles vratio se na mjesto premijera.
Kao državni tajnik Pitt Stariji je vodio politiku vezanu za Sedmogodišnji rat, koji je bio svojevrsni nastavak Rata za austrijsko nasljeđe. Marija Terezija je sklopila savez sa svojim nekadašnjim neprijateljima, Rusijom i Francuskom, te tako postala neprijatelj Velike Britanije i Hannovera. Đuro II. se bojao da će mu članovi ove alijanse oteti Hannover, te se zato udružio s Pruskom. Velika Britanija, Hannover i Pruska su tako bili u sukobu s najvećim europskim silama - Austrijom, Rusijom, Francuskom, Švedskom i Saksonijom. Sukobi su se proširili i na njihove sjevernoameričke i indijske kolonije.
Dana 25. listopada 1760. godine Đuro II. se srušio u nužniku. Odnesen je u krevet odakle je tražio da vidi svoju kćer, kraljevnu Ameliju Sofiju, ali je umro prije nego što je ona stigla. Bio je posljednji britanski monarh sahranjen u Westminsterskoj opatiji. Naslijedio ga je unuk koji je postao Đuro III. od Ujedinjenog Kraljevstva.
| Prethodnik Đuro I. | Britanski kralj | Nasljednik Đuro III. |